# Entrismus
Entrismus ist eine von verschiedenen kommunistischen, vor allem von trotzkistischen Organisationen angewandte Taktik des gezielten (mitunter heimlichen) Eindringens in Organisationen, vor allem in Parteien der Arbeiterbewegung, seltener anderer sozialer Bewegungen. Ziel kann dabei sein, von innen heraus Einfluss auf politische Entscheidungen zu nehmen, die eigene Ideologie zu verbreiten, Mitglieder zu gewinnen, den Kurs der Organisation zu verändern oder auch in Zeiten der Marginalisierung beziehungsweise des Verbots revolutionärer Organisationen nicht vollständig vom politischen Geschehen isoliert zu sein („Überwinterungs-Entrismus“) oder eine legale politische Arbeitsmöglichkeit zu haben.

## Historische Entwicklung
Die Taktik des Entrismus wurde ab Mitte der 1920er Jahre von Angehörigen der Essener Richtung der KAPD – den späteren Roten Kämpfern sowie von einem Teil der Anhänger von Karl Korsch innerhalb der SPD und ab 1931 auch in der SAPD angewandt. 1934 trat auf einen Ratschlag Trotzkis die Mehrheit der französischen Trotzkisten in die sozialdemokratische SFIO ein, da sich in dieser ein Teil der Parteijugend zu revolutionären, darunter auch zu trotzkistischen Positionen hin bewegte und Trotzki diese für den Aufbau der Vierten Internationale gewinnen wollte.
Trotzki selbst sagte zum Thema Entrismus: „Der Entrismus in eine reformistische Partei hat keine langfristige Perspektive, sondern kann unter bestimmten Bedingungen zeitweilig eingesetzt werden.“
Ähnliche Schritte, die auf wenige Jahre befristet waren und häufig mit dem Ausschluss endeten, wurden in den USA und in Belgien unternommen. Der Erfolg der Taktik in Frankreich war begrenzt, in den USA gelang es, die Mehrheit des (zahlenmäßig kleinen) Jugendverbandes der Socialist Party of America zu gewinnen.
Zu Beginn der 1950er Jahre traten die Mitglieder der Fraktion der Vierten Internationale um Ernest Mandel und Michel Pablo in Westeuropa in sozialdemokratische oder an der Sowjetunion orientierte kommunistische Parteien ein, da man von der Annahme ausging, dass sich eine zukünftige Radikalisierung der Arbeiterklasse vor allem in den vorhandenen Arbeiterparteien abspielen würde. Diese Herangehensweise wurde im Zuge der Studentenbewegung 1968 und der zeitgleichen Streikbewegungen beispielsweise in Frankreich und Italien aufgegeben.
Die von Ted Grant inspirierten Organisationen des CWI (in der Bundesrepublik Deutschland arbeitete dessen Sektion Voran von 1974 bis real Januar 1992 und formal 1994 in der SPD) verfolgten die Entrismus-Strategie bis Anfang der 1990er Jahre. Grant und seine Anhänger gehen – im Gegensatz zu „klassischen“ Entrismuskonzepten – von der Annahme aus, dass Radikalisierungen der Arbeiterklasse sich zunächst in den Massenorganisationen der Arbeiterklasse niederschlagen. Um in den Kontakt mit radikalisierten Arbeitern und Jugendlichen in reformistischen Parteien zu treten und diese für den revolutionären Marxismus zu gewinnen, wird die eigene Verwurzelung in jenen Massenorganisationen der Arbeiterklasse vorausgesetzt. Das Ziel ist dabei keine Transformierung der bestehenden reformistischen Parteien, sondern die Vorbereitung neuer revolutionären Massenparteien. Ted Grant spricht daher von der Strategie des vorbereitenden Entrismus, während der Begriff des Dauerentrismus abgelehnt wird. Mithilfe dieser Methode konnte in der britischen Labour Party örtlich und temporär in Liverpool und im Jugendverband von Labour die Mehrheit gewonnen werden.
Eine vom CWI ausgestoßene Minderheit, Internationale Marxistische Tendenz (IMT), setzt diese Politik bis heute fort. Die deutsche IMT-Sektion Der Funke orientiert ihre entristische Arbeit zur Zeit klar auf die Mitarbeit in den Jugendstrukturen der Linkspartei. Die österreichische IMT-Sektion Der Funke orientierte ihre entristische Arbeit weiterhin konsequent auf die Mitarbeit in der Sozialistischen Jugend Österreichs (SJ) der SPÖ. Im Jahr 2023 wurden Mitglieder von Der Funke wegen des Vorwurfs, die Terrororganisation Hamas als „Freiheitskämpfer“ zu verklären und an antisemitischen Demonstrationen teilzunehmen, aus der SPÖ und der SJ ausgeschlossen. Der alten Voran-Strömung gelang es, in einzelnen regionalen Jusogliederungen einflussreich zu werden. Die Sektion der IMT in der Schweiz fokussiert sich bei ihrer Arbeit auf die Schweizer JungsozialistInnen, welche Jungpartei der SP Schweiz sind.
Der Entrismus der Gruppe Linksruck, den die Gruppe zwischen 1994 und 1999 praktizierte, war demgegenüber kurzfristig angelegt und hatte auf die Mitgliedschaft von SPD und Jusos kaum Einfluss. Mitglieder wurden im Wesentlichen unter bisher unorganisierten Menschen gewonnen. Der Linksruck-Verband gab im Mai 2007 seine Selbstauflösung zugunsten einer Mitarbeit in der Linkspartei über die Plattform „marx21“ bekannt.
Im Kontext des Austritts der ehemaligen Berliner Senatoren Klaus Lederer, Elke Breitenbach und weiterer Linkspartei-Mitglieder im Oktober 2024 aus der Berliner Linkspartei sind in mehreren Medien Artikel erschienen, die die Aktivitäten von Marx 21 und dessen Abspaltung „Sozialismus von unten“, insbesondere deren Dominanz in der Linkspartei Neukölln thematisierten.